# Will Vesper

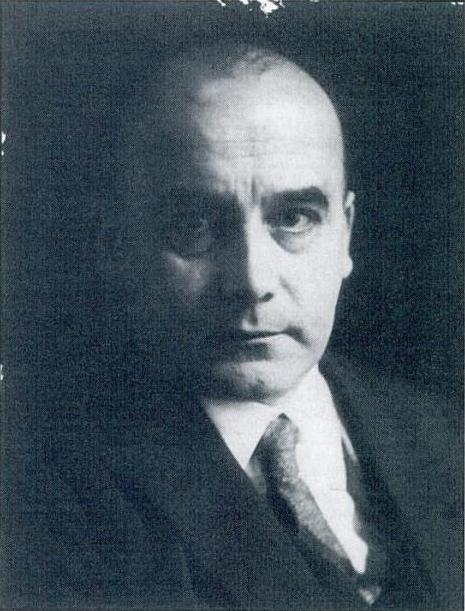
Will Vesper, 1932

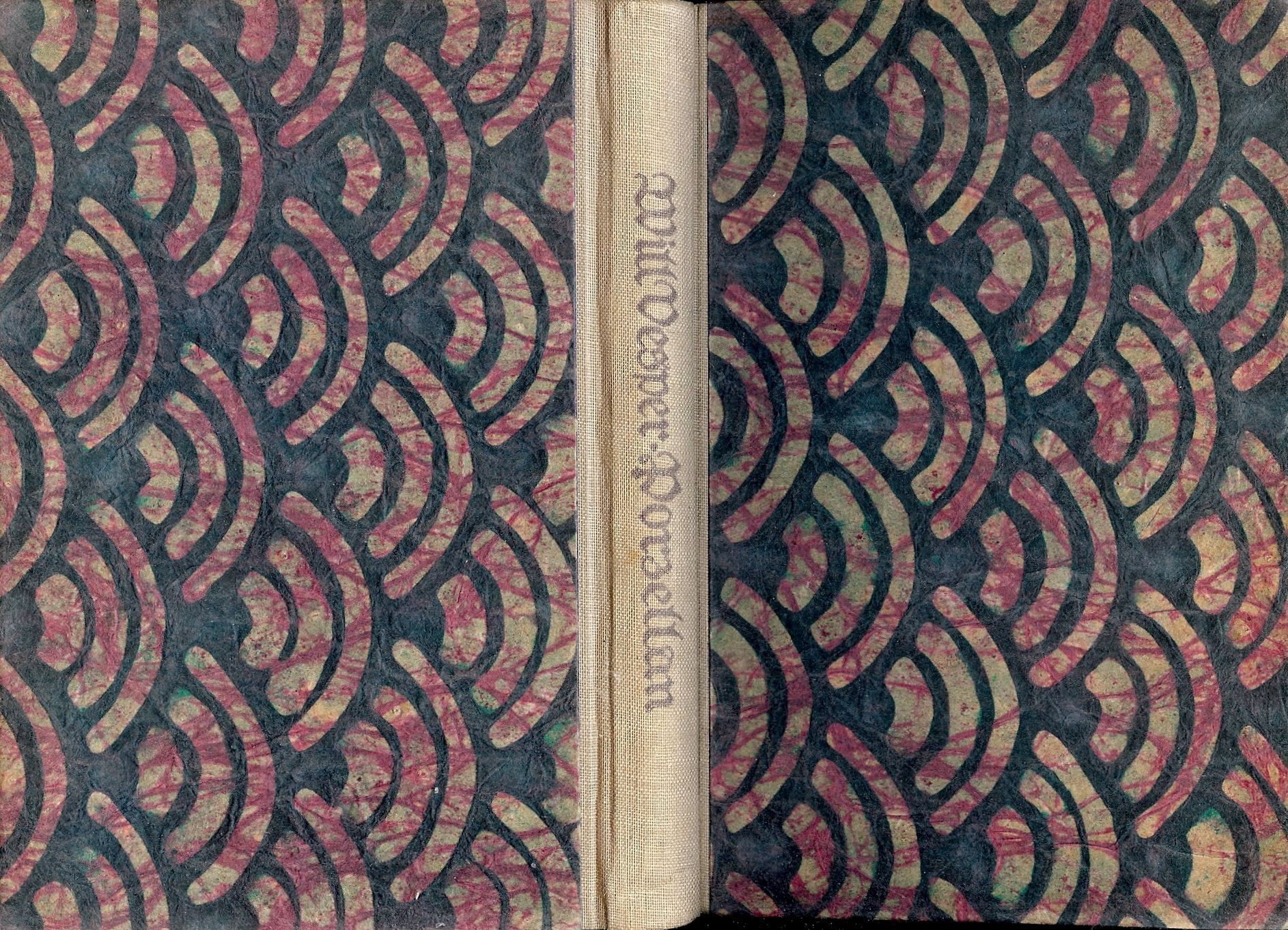
Porzellan, Novellen. Leipzig 1922, Originalausgabe. Bucheinband von Käte Vesper-Waentig

Karl Wilhelm „Will“ Vesper (* 11. Oktober 1882 in Barmen; † 11. März 1962 auf Gut Triangel bei Gifhorn) war ein deutscher Schriftsteller, Literaturkritiker und Nationalsozialist.

## Leben
Will Vesper wurde als Sohn des aus Münden (Waldeck) stammenden Landwirts Karl Wilhelm Vesper (1856–1937) und dessen Frau Anna, geb. Schlotzhauer, in Barmen geboren, wo er Volksschule und Gymnasium besuchte und 1904 das Abitur ablegte. Anschließend studierte er an der Ludwig-Maximilians-Universität München Geschichte und Germanistik. Ab 1906 war er beim Verlag C. H. Beck als literarischer Beirat und Übersetzer tätig. Im selben Jahr heiratete er Käte Waentig (* 1879 in Zittau), die ältere Schwester des späteren Höri-Künstlers Walter Waentig. Sie illustrierte einige seiner Werke, zum Beispiel Die Ernte aus acht Jahrhunderten deutscher Lyrik (1906–1908). 1913/14 war er in Florenz. Am Ersten Weltkrieg nahm Vesper von 1915 bis 1918 zuerst als Infanterist und gegen Kriegsende als „wissenschaftlicher Hilfsarbeiter“ im Generalstab teil. 1919 zog er mit seiner ersten Frau nach Meißen. Im Januar 1921 unternahm er eine Reise durch das faschistische Italien, die ihn über Südtirol nach Neapel führte, und teilte seine anerkennenden Eindrücke in der Tagespresse mit.
Nach einer zweijährigen Tätigkeit als Leiter des Kulturteils der Deutschen Allgemeinen Zeitung von 1918 bis 1920 betätigte Vesper sich von 1923 bis 1943 als Herausgeber der Zeitschrift Die schöne Literatur (ab 1931 unter dem Titel Die Neue Literatur), die zur führenden NS-Literaturzeitschrift wurde. Seine eigenen Rezensionen schrieb er unter dem Pseudonym „Jörn Oven“. Im Gau Sachsen wurde Vesper zudem Landesleiter der Reichsschrifttumskammer. Daneben veröffentlichte er eigene Romane, Erzählungen und Gedichte. Seine Werke befassten sich überwiegend mit der deutschen Vergangenheit und vor allem der germanischen Urzeit. In ihnen vertrat er eine dezidiert nationalistische Auffassung, die ihn, zusammen mit einer Glorifizierung und Verherrlichung der Liebe zu Scholle, Mutterschaft und Krieg, als Repräsentanten der NS-Ideologie prädestinierten. Sein bekanntestes Werk, Das harte Geschlecht, über die Christianisierung Islands erschien 1931 und wurde im Mai 1933 im Völkischen Beobachter als „blutsatt durchtränkter Nordlandroman“ gefeiert.
Bereits Anfang der 1930er Jahre konnte Vesper vom Bertelsmann-Verlag als Autor gewonnen werden.
1931 trat Vesper, der laut Thomas Mann schon „immer einer der ärgsten nationalistischen Narren“ gewesen war, in die NSDAP ein. Nach dem Ausschluss missliebiger Schriftsteller aus der Sektion Dichtkunst der Preußischen Akademie der Künste, wie Thomas Mann, Leonhard Frank und Alfred Döblin, rückte Vesper am 5. Mai 1933 neben Hans Friedrich Blunck, Hans Carossa, Hans Grimm und anderen in die Dichterakademie ein, wo er aktiv an den Vorbereitungen zu den Bücherverbrennungen teilnahm. Bei der Verbrennung als „undeutsch“ verhöhnter Literatur am 10. Mai 1933 in Dresden hielt Vesper die Festrede. Er gehörte auch zu den 88 Schriftstellern, die im Oktober 1933 das „Gelöbnis treuester Gefolgschaft“ für Adolf Hitler unterzeichneten.
Ebenfalls ab Oktober 1933 schrieb er regelmäßig Artikel für die nationale, die Stellung des starken Staates betonende Wochenzeitschrift Deutsche Zukunft. In seiner Literaturzeitschrift Die Neue Literatur übte Vesper eine Art private Nachzensur aus, indem er Schriftsteller und Verlage, die nicht seinen persönlichen Vorstellungen entsprachen, regelrechten Diffamierungskampagnen aussetzte. Im Februar 1937 erschien beispielsweise ein vom nationalsozialistischen Rassismus geprägtes Pamphlet, in dem Vesper gegen „jüdische“ Verleger wetterte: „Wenn ein deutsches Mädchen ein Verhältnis mit einem Juden hat, so werden beide wegen Rassenschande mit Recht verurteilt. Wenn ein deutscher Schriftsteller und ein deutscher Buchhändler ein Verhältnis mit jüdischen Verlegern eingeht – ist das nicht eine weit schlimmere und gefährlichere Rassenschande?“
Da Vesper auch vor Angriffen auf die staatliche Schrifttumslenkung nicht zurückschreckte, verlor er zunehmend an Rückhalt, sodass er sich 1936 von seinen Ämtern auf das Gut seiner zweiten Frau Rose Vesper (verwitwete Rimpau) in Triangel bei Gifhorn zurückzog. Hier betätigte er sich als Landwirt, gab aber bis zum Jahre 1943 weiterhin seine Literaturzeitschrift heraus. Vesper stellte sich wie kaum ein anderer Schriftsteller in den Dienst der nationalsozialistischen Propaganda und polemisierte, neben reiner Parteidichtung und zahlreichen „Führergedichten“, besonders aggressiv gegen nicht genehme Schriftstellerkollegen, vor allem gegen Exilanten. Ein Beispiel dafür: Vesper hetzte im Februar 1937 gegen

„den Verlag Dr. Rolf Passer (früher Epstein), der die schlimmsten Deutschenhasser wie Urzidil und den üblen Geschichtsfälscher Tschuppik verlegt und Werke voll Fäulnis und Niedertracht nach Deutschland schmuggelt, wie das eben erschienene angeblich aus dem Amerikanischen übersetzte Buch ‚Die Asiaten‘ von Frederic Prokosch, dem man sicher kein Unrecht tut, wenn man ihn für einen Juden hält. Jedenfalls sein ‚Roman einer Reise‘ ist jüdisch, nihilistisch und voll zersetzenden Geschwätzes. Ein geistiger Warenhausschwindel für dumme Intellektuelle, der aber eine teuflische Müdigkeit und Lasterhaftigkeit ausstrahlt. […]
Es genügt aber nun keineswegs, daß man eine einzelne solche Ratte erwischt und hinauswirft. Es gilt einen Weg zu finden, das deutsche Volk vor der schleichenden Hinterhältigkeit aller jüdischen Verlage der Welt unbedingt zu schützen. Bücher aus Judenverlagen müssen in deutschen Buchhandlungen als jüdisch gekennzeichnet werden. Kann man die Verleger draußen nicht fassen, dann müssen die deutschen Buchhändler selbst einen Weg finden, Bücher aus Judenverlagen deutlich als solche kenntlich zu machen. Die Liste der offenen und getarnten Judenverlage kann jeweils mitgeteilt werden. Die Bücher dieser Verlage müssen dann ein deutliches Kennzeichen tragen, etwa den Stern Judas. Wir verlangen nichts als Offenheit. Wer kann dagegen sein oder sich darüber beklagen, wenn er nicht im Dunkeln Schändliches oder Schädliches zu verbergen hat?“

Bereits 1935 hatte Vesper in einem Alleingang versucht, auf die „national“ gesinnten Autoren des österreichischen Zsolnay Verlags einzuwirken, da dieser ein „Judenverlag“ sei.
Nach dem Krieg war Vesper als Herausgeber im Bertelsmann-Verlag tätig. Er engagierte sich weiterhin in rechtslastigen Kreisen durch Lesungen auf Dichtertagen bei Hans Grimm („Volk ohne Raum“) in Lippoldsberg sowie auf dem Gut seiner Frau in Triangel bei Gifhorn. Im Park des Gutes ließ er Katzen als „die Juden unter den Tieren“ erschießen. Am 11. März 1962 starb er auf dem Gutshof.
In der Sowjetischen Besatzungszone wurden mehrere Werke von Vesper auf die Liste der auszusondernden Literatur gesetzt. Dies gilt auch für die österreichische Liste der gesperrten Autoren und Bücher.
Vespers Sohn Bernward wurde als Schriftsteller und als Verlobter der Terroristin Gudrun Ensslin bekannt. In seinem Roman Die Reise (1977) hat er unter anderem das Verhältnis zu seinem Vater aufgearbeitet.

## Werke

### Romane, Erzählungen, Märchen
- Der Segen, 1905
- Hartmann von Aue: Lieder, Der arme Heinrich (Nachdichtung), 1906
- Tristan und Isolde (Nacherzählung), 1911
- Parzival (Nacherzählung), 1911
- Martin Luthers Jugendjahre, 1918
- Der Balte, 1919
- Annemarie, 1920
- Traumgewalten, 1920
- Das Buch vom lieben Weihnachtsmann, 1920
- Gute Geister, 1921
- Die Nibelungensage (Nacherzählung), 1921
- Daniel Defoe. Leben und Abenteuer des Robinson Crusoe (Bearbeitung), 1922
- Die Gudrunsage (Nacherzählung), 1922
- Fröhliche Märchen (Neuerzählung), 1922
- Porzellan, 1922
- Die Wanderung des Herrn Ulrich von Hutten, 1922
- Die ewige Wiederkehr, 1922
- Der arme Konrad, 1924
- Der Pfeifer von Niclashausen, 1924 (Erzählung über den fränkischen Prediger Hans Böhm)
- Der Bundschuh zu Lehen, 1925
- Jonathan Swift: Lemuel Gullivers vier Reisen (Nacherzählung), 1927
- Der Heilige und der Papst, 1928
- Die Historie von Reinecke dem Fuchs (Nacherzählung), 1928
- Das Mutterbüchlein, 1928
- Tiermärchen aus aller Welt (Nacherzählung), 1928
- Das harte Geschlecht, 1931
- Sam in Schnabelweide, Hanseatische Verlagsanstalt, Hamburg/Berlin/Leipzig 1931, Bilderschmuck von Adalbert Roth (Hamburg), 241 S.,
- Drei Erzählungen, 1933
- Ein Tag aus dem Leben Goethes, 1933
- Der entfesselte Säugling, 1935
- Geschichten von Liebe, Traum und Tod, 1937
- Kämpfer Gottes, 1938
- Im Flug nach Spanien, 1943
- Der unzufriedene Igel, 1943
- Seltsame Flöte, 1958
- Zauber der Heide, 1960
- Letzte Ernte, 1962

### Dramen, Schwänke
- Spiele der Liebe, 1913
- Die Liebesmesse, 1913
- Wer? Wen?, 1927
- Eine deutsche Feier, 1936

### Lyrik
- Die Liebesmesse und andere Gedichte, 1913
- Vom großen Krieg 1914, 1915
- Der blühende Baum, 1916
- Briefe zweier Liebenden, 1916
- Schön ist der Sommer, 1918
- Das Buch vom lieben Weihnachtsmann, 1920
- Mutter und Kind, 1920
- Des Wiesenmännchens Brautfahrt, 1920
- Inschriften und Gedichte, 1928
- Dem Führer, 1933
- Kranz des Lebens. Gesamtausgabe meiner Gedichte, 1934
- Rufe in die Zeit. Sprüche und Gedichte, 1937
- Das Neue Reich, 1939
- Bild des Führers, 1942
- Dennoch!, 1944
- Kleiner Kranz des Lebens. Auswahl, 1960

### Essays, Bearbeitungen
- Friedrich Hölderlin: Hyperion (Nachwort), 1921
- Lob der Armut, 1921
- Die Jugendbibel (Bearbeitung), 1927
- Das Recht der Lebenden, 1927
- In den Bergen, auf dem Wasser (Einführung), 1928
- Die Weltenuhr, 1932
- Rezension von Heinrich Hauser: Im Kraftfeld von Rüsselsheim, in: Die Neue Literatur, 41, 1940, S. 1681[14]

## Mitgliedschaften (Auswahl)
- Paul-Ernst-Gesellschaft